# Hólmavík
Hólmavík är en ort i nordvästra Island i Västfjordarna.
Hólmavík hade 322 invånare 2021. I Hólmavík finns ett museum över isländsk trolldom och häxkonst. Känd från orten är Gunnar Þórðarson från bandet Hljómar.